# Kidnapping Inc.
Pour plus de détails, voir Fiche technique et Distribution.
Kidnapping Inc. est une comédie policière québéco-franco-haïtienne réalisée par Bruno Mourral et sortie en 2024.

## Synopsis
Doc et Zoe, deux petits voyous à Port-au-Prince, sont chargés de transporter le fils enlevé du candidat présidentiel Benjamin Perralt (Ashley Laraque) au quartier général de leur patron, mais le plan tourne mal lorsqu'ils tuent accidentellement la victime et doivent enlever un sosie, Patrick (Patrick Joseph), pour couvrir leurs traces.

## Fiche technique
- Titre original : Kidnapping Inc.[1],[2],[3]
- Réalisation : Bruno Mourral
- Scénario : Jasmuel Andri, Bruno Mourral, Gilbert Mirambeau Jr.
- Photographie : Martin Levent
- Montage : Bruno Mourral, Arthur Tarnowski
- Musique : Olivier Alary
- Décors : Angela Auguste, Mide Steffi Médard
- Sociétés de production : Muska Films, BHM Films, Promenade Films, Peripheria Films, Backup Media
- Pays de production :  Haïti -  France -  Canada
- Langue originale : créole haïtien, français
- Format : couleurs - 2,35:1 - Son Dolby Digital
- Genre : comédie policière
- Durée : 107 minutes
- Dates de sortie : 
  - États-Unis : 22 juin 2024 (Festival du film de Sundance 2024)
  - Belgique : 16 avril 2024 (Festival du film fantastique de Bruxelles)
  - Canada : 4 août 2024 (FanTasia à Montréal)
  - France : 29 août 2024 (Festival du film francophone d'Angoulême) ; 11 octobre 2024 (Guadeloupe)

## Distribution
- Anabel Lopez (ht) : Audrey
- Gessica Généus : Laura
- Rolapthon Mercure (ht) : Zoé
- Jasmuel Andri (ht) : Docteur
- Manfred Marcelin (ht) : Capitaine Fritz Bama
- Patrick Joseph (ht) : Patrick
- Ashley Laraque (ht) : Sénateur Benjamin Perralt
- Marcus Boereau (ht) : Eddy

## Production
La production initiale du film a commencé en 2019, mais a dû être interrompue après seulement six semaines en raison de l'instabilité politique d'Haïti à l'époque. La pandémie de COVID-19 a ensuite empêché la reprise de la production en 2020.
Lorsque la production a dû reprendre en 2021, elle a été brièvement retardée par l'assassinat de Jovenel Moïse, mais a finalement continué, avant d'être confrontée à un incident lorsque trois membres de l'équipe du film ont été eux-mêmes enlevés.
Le tournage s'est finalement achevé en octobre 2021.